# Gracilacus straeleni
Gracilacus straeleni är en rundmaskart som först beskrevs av de Coninck 1931.  Gracilacus straeleni ingår i släktet Gracilacus och familjen Tylenchulidae. Inga underarter finns listade i Catalogue of Life.